# 鯨頭魚目
鯨頭魚目為輻鰭魚綱的其中一目。其下分為5科：
- 紅口倣鯨科（Rondeletiidae）
- 鬚倣鯨科（Barbourisiidae）
- 倣鯨科（Cetomimidae）
- 奇鰭魚科（Mirapinnidae）
- 巨鼻魚科（Megalomycteridae）